# Heliosciurus
Heliosciurus is een geslacht van zoogdieren uit de familie van de eekhoorns (Sciuridae). De wetenschappelijke naam van het geslacht werd in 1880 gepubliceerd door Édouard Louis Trouessart.

## Soorten
Er worden 6 soorten in dit geslacht geplaatst:
- Heliosciurus gambianus – Kleine zonne-eekhoorn
- Heliosciurus mutabilis
- Heliosciurus punctatus
- Heliosciurus rufobrachium
- Heliosciurus ruwenzorii  – Ruwenzorizonne-eekhoorn
- Heliosciurus undulatus